# Leichtathletik-Europameisterschaften/Ewiger Medaillenspiegel
Dies ist der ewige Medaillenspiegel der Leichtathletik-Europameisterschaften.
| Platz | Land                             | Gold | Silber | Bronze | Gesamt |
| ----- | -------------------------------- | ---- | ------ | ------ | ------ |
| 1     | Deutschland                      | 183  | 183    | 170    | 536    |
| 2     | Russland                         | 172  | 163    | 160    | 495    |
| 3     | Vereinigtes Königreich           | 111  | 82     | 92     | 285    |
| 4     | Frankreich                       | 66   | 61     | 55     | 182    |
| 5     | Polen                            | 47   | 47     | 59     | 153    |
| 6     | Italien                          | 40   | 44     | 42     | 126    |
| 7     | Finnland                         | 33   | 28     | 40     | 101    |
| 8     | Schweden                         | 28   | 40     | 41     | 109    |
| 9     | Spanien                          | 25   | 22     | 31     | 78     |
| 10    | Niederlande                      | 24   | 22     | 18     | 64     |
| 11    | Tschechien                       | 22   | 28     | 34     | 84     |
| 12    | Ukraine (seit 1994)              | 18   | 27     | 15     | 60     |
| 13    | Ungarn                           | 18   | 20     | 23     | 61     |
| 14    | Portugal                         | 14   | 11     | 10     | 35     |
| 15    | Bulgarien                        | 12   | 15     | 12     | 39     |
| 16    | Norwegen                         | 10   | 13     | 16     | 39     |
| 17    | Türkei                           | 10   | 6      | 7      | 23     |
| 18    | Rumänien                         | 7    | 21     | 10     | 38     |
| 19    | Belgien                          | 9    | 11     | 10     | 30     |
| 20    | Belarus (seit 1994)              | 8    | 11     | 9      | 28     |
| 21    | Griechenland                     | 8    | 5      | 10     | 23     |
| 22    | Schweiz                          | 7    | 10     | 12     | 29     |
| 23    | Serbien                          | 6    | 10     | 4      | 20     |
| 24    | Kroatien (seit 1994)             | 5    | 1      | 3      | 9      |
| 25    | Dänemark                         | 4    | 7      | 3      | 14     |
| 26    | Irland                           | 3    | 6      | 4      | 13     |
| 27    | Estland (1934–1938 / seit 1994)  | 3    | 6      | 3      | 12     |
| 28    | Lettland (1934–1938 / seit 1994) | 4    | 3      | 3      | 10     |
| 29    | Island                           | 3    | 1      | 1      | 5      |
| 30    | Österreich                       | 2    | 1      | 4      | 7      |
| 31    | Slowenien (seit 1994)            | 2    | 1      | 2      | 5      |
| 32    | Israel                           | 2    | 1      | 1      | 4      |
| 33    | Litauen (1934–1938/seit 1994)    | 1    | 3      | 3      | 7      |
| 34    | Slowakei (seit 1994)             | 1    | 3      | –      | 4      |
| 35    | Aserbaidschan                    | –    | 1      | 2      | 3      |
| 36    | Luxemburg                        | –    | 1      | –      | 1      |
| 36    | Albanien                         | –    | 1      | –      | 1      |
| 37    | Moldau                           | –    | –      | 1      | 1      |
|       | Medaillen gesamt                 | 910  | 916    | 910    | 2736   |

## Derzeitige Mannschaften angetreten als
1. ↑  
|                                             | Land | Gold | Silber | Bronze | Gesamt |
| ------------------------------------------- | ---- | ---- | ------ | ------ | ------ |
| Deutschland                                 |      |      |        |        |        |
| / Deutsches Reich (1934–1938)               | 19   | 13   | 11     | 43     |        |
| BR Deutschland (1954 / 1966–1990)           | 27   | 36   | 37     | 100    |        |
| Deutsche Demokratische Republik (1966–1990) | 89   | 75   | 62     | 226    |        |
| Deutschland (1958–1962 / seit 1994)         | 48   | 59   | 60     | 151    |        |
2. ↑  
|                           | Land | Gold | Silber | Bronze | Gesamt |
| ------------------------- | ---- | ---- | ------ | ------ | ------ |
| Russland                  |      |      |        |        |        |
| / Sowjetunion (1946–1990) | 120  | 110  | 101    | 331    |        |
| Russland (seit 1994)      | 52   | 53   | 59     | 164    |        |
3. ↑  
|                              | Land | Gold | Silber | Bronze | Gesamt |
| ---------------------------- | ---- | ---- | ------ | ------ | ------ |
| Tschechien                   |      |      |        |        |        |
| Tschechoslowakei (1934–1990) | 16   | 16   | 27     | 59     |        |
| Tschechien (seit 1994)       | 6    | 12   | 7      | 25     |        |
4. ↑  
|                                    | Land | Gold | Silber | Bronze | Gesamt |
| ---------------------------------- | ---- | ---- | ------ | ------ | ------ |
| Serbien                            |      |      |        |        |        |
| Königreich Jugoslawien (1934–1938) | –    | –    | –      | –      |        |
| SFR Jugoslawien (1946–1990)        | 5    | 6    | 2      | 13     |        |
| BR Jugoslawien (1994–2002)         | –    | –    | –      | –      |        |
| Serbien (seit 2006)                | 1    | 4    | 2      | 7      |        |